# 卡斯柏·安卡格連
卡斯柏·安卡格連（丹麥語：Casper Ankergren，1979年11月9日—）是一名丹麥足球員，司職門將。

## 球員生涯
安卡格連的足球生涯從克厄BK開始。2001年1月，他轉投邦比，隨著蒙尼斯·卡保的退役，他在邦比取得成功，並助球隊取丹麥盃。但隨著邦比於2003/04球季購入卡林·沙沙作為球隊首席門將，他因而只能成為後備門將。於2004/05球季卡林·沙沙在季初受傷，他臨危受命為球隊把關。及後於2006年，卡林·沙沙離開球隊，使他成為球隊首席門將。2006/07球季，他被丹麥所徵召。此時，邦比購入前丹麥國門史提芬·安達臣。因此，促使他離開球隊的決心，於2007年[1月，被邦比外借至列斯聯。
安卡格連成為列斯聯球迷心中一個穩定的球員，因為他在對盧頓的賽事中，充份顯現出其把關技能，在加盟列斯聯後，第二次擋出十二碼。他對外坦言想在列斯聯效力。2007年8月6日，他正式轉投列斯聯，在07/08球季，他穩佔首席門將的位置，其優秀的表現令他奪得2007年9月最佳球員。
2010年5月14日，他被球會所放棄。8月6日，他正式加盟白禮頓並簽訂兩年合約。

## 榮譽
邦比
- 丹麥超級聯賽冠軍：2001/02年、2004/05年；
- 丹麦杯冠軍：2002/03年、2004/05年；

白禮頓
- 英格蘭甲級聯賽冠軍：2010/11年；

## 外部連結
- 足球数据库：卡斯柏·安卡格連的球员统计数据
- Danish national team profile （页面存档备份，存于）
- Brøndby IF profile
- Career stats（页面存档备份，存于）